# Herbert Krebs

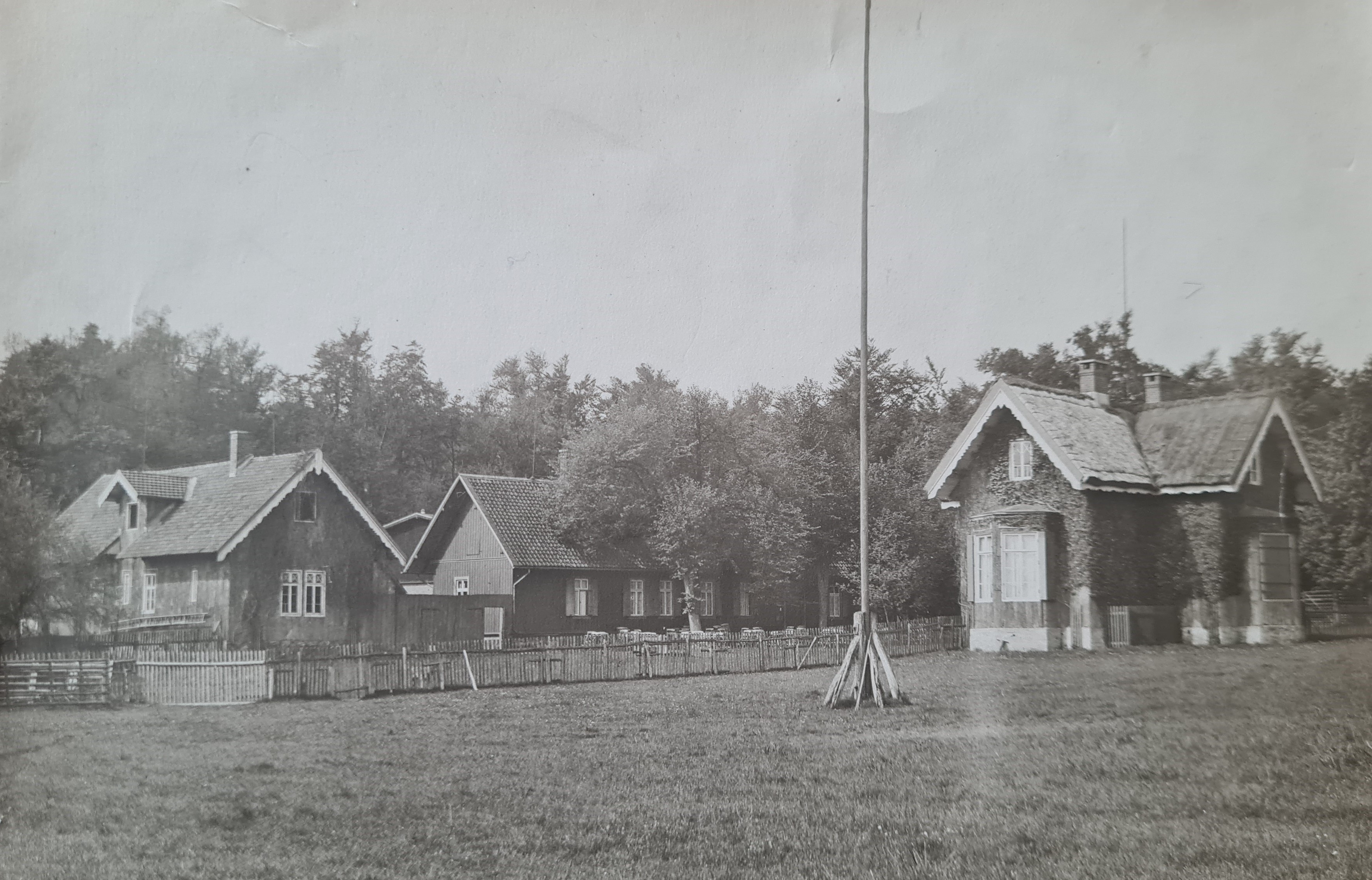
Forsthaus mit herzöglichem Jagdhaus in Todtenrode/Altenbrak (Harz) 1925, Foto aus Privatbesitz

Herbert Krebs (* 19. Juni 1901 in Altenbrak; † 13. November 1980 in Rechtmehring) war ein deutscher Forstmann und Jagdautor. Bekannt ist er vor allem durch sein weit verbreitetes Lehrbuch Vor und nach der Jägerprüfung, das seit 1940 Generationen von Jägern bei der Vorbereitung auf die Jägerprüfung begleitet.

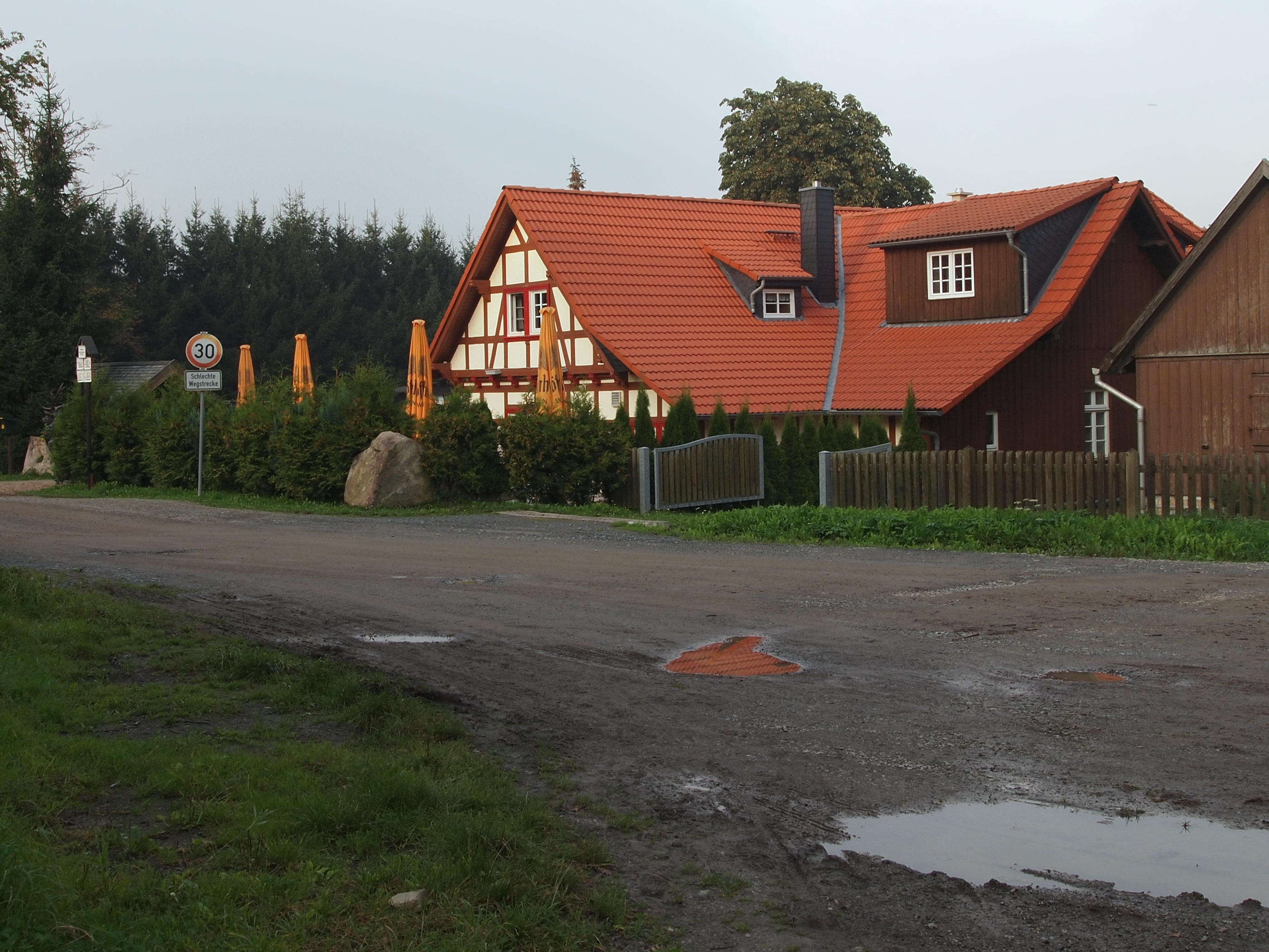
Forsthaus Todtenrode bei Altenbrak im Bodetal (Harz)

## Leben
Herbert Krebs kam am 19. Juni 1901 im Forsthaus Todtenrode in der Nähe von Altenbrak im Harz zur Welt. Das Gebäude ist heute ein Waldgasthof. Nach seiner Ausbildung arbeitete er zunächst als Revierförster, schied später jedoch aus dem Forstdienst aus. Neben seiner Tätigkeit als Schriftleiter des Fachmagazins Der Deutsche Jäger kümmerte er sich vor allem um die Ausbildung von Anwärtern auf die Jägerprüfung. Damit hatte er schon früh begonnen: Im Jahr 1940 veröffentlichte er erstmals das Lehrbuch Vor der Jägerprüfung. Das schmale, nur gut 180 Seiten starke Bändchen, an dem für spezielle Abschnitte Eberhard Rhomberg und Jakob Krembs mitgewirkt hatten, war eine Reaktion auf die fünf Jahre zuvor mit dem Reichsjagdgesetz reichsweit eingeführte Jägerprüfung samt ihren Anforderungen. Zur Begründung für sein Werk schrieb Krebs seinerzeit im Vorwort:

„Die Zeit, da der Jäger unbekümmert aus dem Vollen schöpfen konnte, ist in unserem Vaterlande für immer dahin. Mag der eine oder andere ihr nachtrauern. Sie wird darum nicht zurückkommen. Wer künftig in deutschen Jagdgefilden zur Büchse greifen will, muß zuvor das Hegen gelernt haben.“

Damit war gemäß dem Geist des maßgeblich von Ulrich Scherping konzipierten Reichsjagdgesetzes auch das Konzept der „Hege mit der Büchse“, wie sie Ferdinand von Raesfeld propagiert hatte, gemeint. Doch erst nach dem  Zweiten Weltkrieg kam Krebs‘ Lehrbuch richtig zur Geltung: Die Zahl der Jäger stieg in den 1950er und 1960er Jahren auf das Doppelte des Vorkriegsstands an – und damit auch der Bedarf an Ausbildungsunterlagen. Mit der 17. Auflage 1960 änderte sich der Titel zu dem bis heute (2009) vertrauten Namen Vor und nach der Jägerprüfung. Krebs wollte damit betonen, dass die erfolgreich bestandene Prüfung nicht das Ende des Lernens bedeutete. In diesem Sinne passte er auch selbst sein Lehrbuch beständig neuen wissenschaftlichen Erkenntnissen und gewandelten gesellschaftlichen Einstellungen an. Diese Tradition wurde nach seinem Tod in den späteren Auflagen beibehalten, um das Werk den beständig steigenden Anforderungen entsprechend stets auf dem aktuellen Stand und damit der Höhe der Zeit zu halten. So hat der Krebs heute ein völlig anderes Gesicht als zu Anfang – und auch einen viel größeren Umfang: Enthielt die erste Auflage 1940 auf knapp 180 Seiten 636 Prüfungsfragen und -antworten, kam die 57. Auflage im Jahr 2009 auf 1019 Seiten mit mehr als 5000 Prüfungsfragen. Neben dem von Richard Blase begründeten  Die Jägerprüfung. Das Lehr-, Lern- und Nachschlagewerk für Ausbildung und Praxis und Fritz Nüßleins Das praktische Handbuch der Jagdkunde ist der Krebs bis heute das wohl bekannteste und beliebteste Lehrbuch zur Vorbereitung auf die Jägerprüfung geblieben. 
Mit Jung oder alt? (1962) und Schießen oder schonen? (1969) legte Krebs zwei weitere Lehrbücher vor, die den Jägern dabei helfen sollten, beispielsweise Reh- und Rotwild sicher anzusprechen und dadurch im Jagdbetrieb Fehlabschüsse zu vermeiden. Beide Bücher fasste er 1979 zusammen mit Walter Helemann in der Neuausgabe Jung oder alt? Schalenwild richtig ansprechen zusammen. Während des Zweiten Weltkriegs und der Nachkriegsjahre veröffentlichte Krebs zudem vier Bücher mit Tier- und Jagderzählungen, die sich auch an ein jüngeres  Lesepublikum richteten, darunter Der große Bien und Furche und Fährte (beide 1948). 
Herbert Krebs, der zuletzt im oberbayerischen Rechtmehring-Holzkram lebte, starb dort am 13. November 1980 im Alter von 79 Jahren.

## Schriften (Auswahl)
- mit Eberhard Rhomberg und Jakob Krembs: Vor der Jägerprüfung. Über 636 Prüfungsfragen und -antworten. München 1940 (seit der 17. Auflage, München-Solln 1960, unter dem Titel Vor und nach der Jägerprüfung; aktuell als 57. Auflage/Neuausgabe in der Gesamtbearbeitung von Bruno Hespeler Vor und nach der Jägerprüfung. Über 5000 Prüfungsfragen. Der zuverlässige Jagdberater. München 2009, ISBN 978-3-8354-0085-6.)
- Braska und der Waldläufer. Berlin 1942.
- Der große Bien. mit Zeichnungen von Oskar Dolhart, Einbeck 1948.
- Furche und Fährte. mit Illustrationen von Moritz Pathé, Bremen 1948.
- Kau. Tiere im Bannkreis eines Rotfuchses.  mit Illustrationen von Christine Dienst, Göttingen 1948.
- Jung oder alt? Mit […] vielen Winken zur Vermeidung von Fehlabschüssen beim Rehwild. 2. Auflage, München-Solln 1962 (9. Auflage, München, Rüschlikon und Salzburg 1976, ISBN 3-405-11432-2)
- Schießen oder schonen? Mit […] vielen Hinweisen zur Vermeidung von Fehlabschüssen beim Rotwild. München 1969 (2. Auflage, München, Salzburg und Rüschlikon-Zürich 1973, ISBN 3-405-11434-9)
- mit Walter Helemann: Jung oder alt? Schalenwild richtig ansprechen. [Neuausgabe], München, Bern und Wien 1979 (5., durchgesehene Auflage,  München, Wien und Zürich 1994, ISBN 3-405-11938-3)